# Oued Fodda
Oued Fodda (în arabă وادى الفضة) este o comună din provincia Chlef, Algeria.
Populația comunei este de 41.710 locuitori (2008).